# Antonino Gandolfo

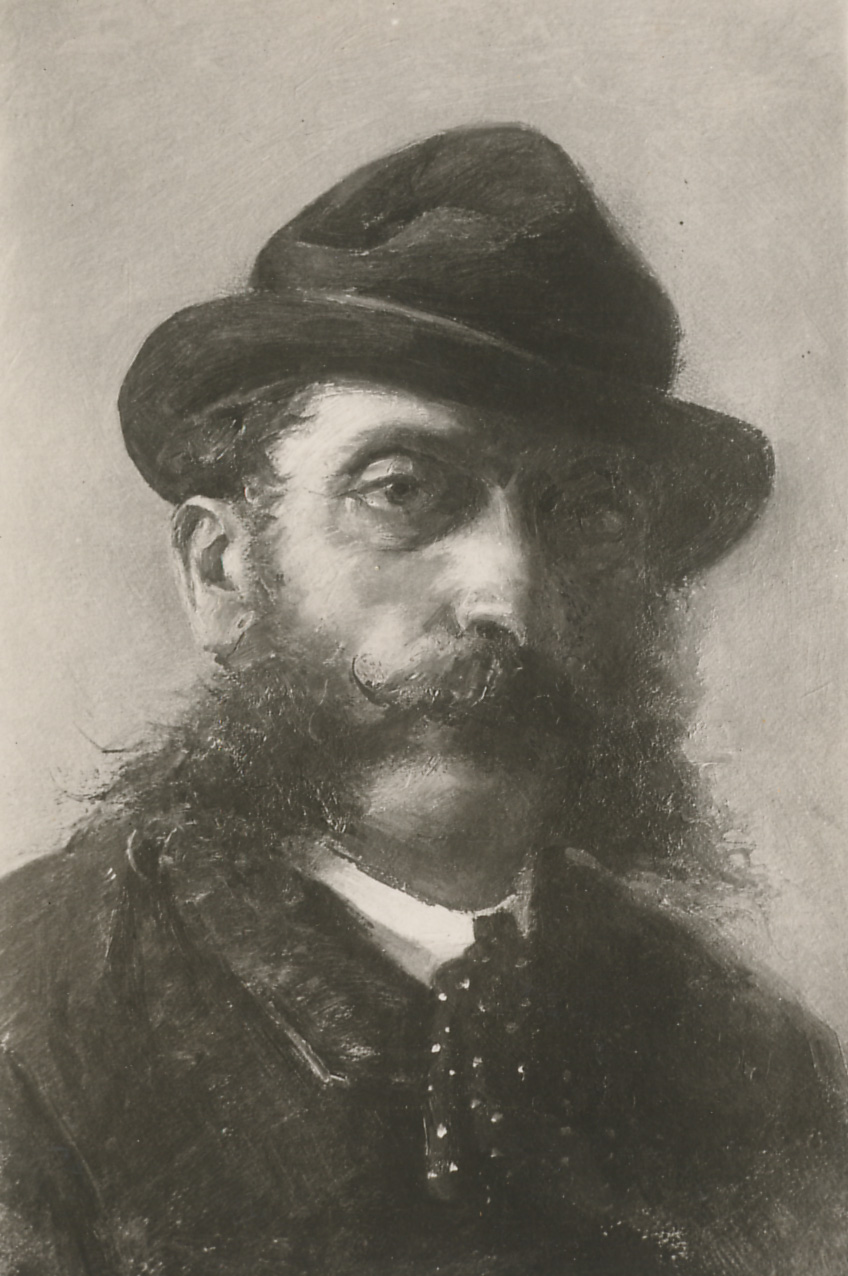
Antonino Gandolfo

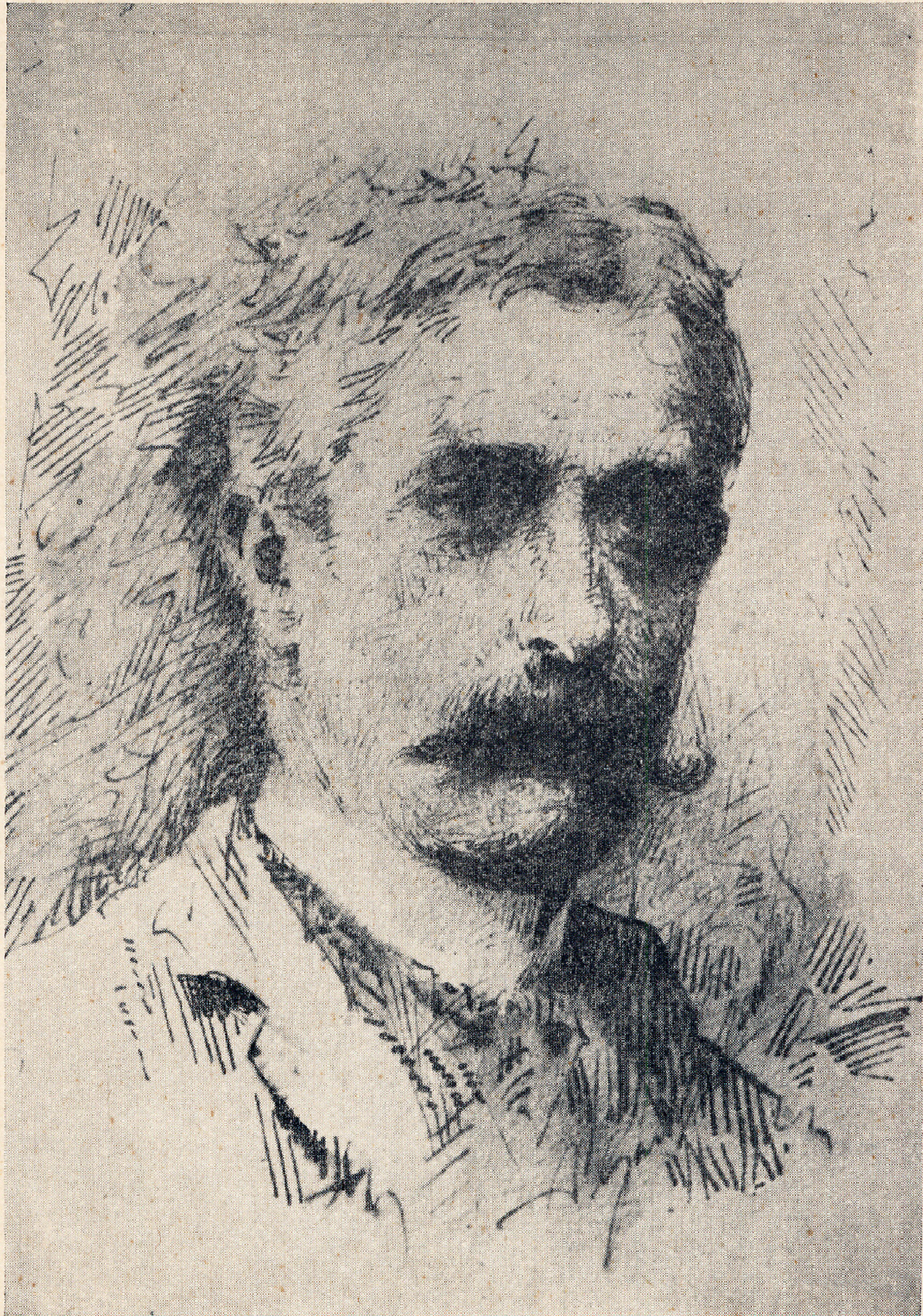
Giovanni Verga, Zeichnung von Gandolfo (Privatbesitz)

Antonino Gandolfo (* 20. Oktober 1841 in Catania; † 20. März 1910 ebenda) war ein italienischer Maler auf Sizilien.

## Leben
Nach einer ersten Ausbildung bei seinem Onkel, dem Porträtmaler Giuseppe Gandolfo (1792–1855) ging er 1860 nach Florenz, wo er unter Stefano Ussi (1822–1901) studierte und eine freundschaftliche Beziehung zum späteren Literaturnobelpreisträger Giosuè Carducci (1835–1907)  aufnahm.
Ende 1861 kehrte er nach Catania zurück und konnte erste Erfolge mit seiner Malerei verbuchen.
Durch seine Freundschaft mit den Schriftstellern Mario Rapisardi, Giovanni Verga und Luigi Capuana, die als Hauptvertreter des literarischen Verismus gelten, wandte er sich in seinen Genrebildern einem gesellschaftskritischen Realismus und einer ausdrucksstarken Porträtmalerei zu.
Antonino Gandolfo lehrte an der Scuola d’Arte e Mestieri in Catania. Er war Lehrer von Alessandro Abate.
Im Jahr 2010 widmete ihm die Stadt Aci Castello im Palazzo Russo eine umfassende Retrospektive anlässlich seines hundertsten Todesjahres.

## Werke (Auswahl)
- Universität von Catania: Porträt Professor Tomaselli
- Museo Civico del Castello Ursino (Catania): Bildnis eines Mönches
- Sammlung Francesco Paolo Fontini: Porträt eines Knaben